# 聯合木業控股
聯合木業控股有限公司，簡稱聯合木業控股（英語：LHT Holdings Limited，SGX：L10），在1977年，由梁孔巫創立，主要在新加坡、馬來西亞等環球經營制造木托架、盒子、大木箱、铺地板、家具配件及木门等，名為「聯合木業私人有限公司」。
總部位於27 Sungei Kadut Street 1 Singapore 729335。股份在1999年7月26日於新加坡交易所主板上市。招股價為0.18新加坡元，發行股份為50,000,000股，集資額為9,000,000新加坡元。

## 連結
- LHT.com.sg （页面存档备份，存于）